# Ammannia desertorum
Ammannia desertorum là một loài thực vật có hoa trong họ Lythraceae. Loài này được Blatt. & Hallb. mô tả khoa học đầu tiên năm 1918.